# Andrés Antonietti
Andrés Arnoldo Antonietti (Córdoba, 15 de abril de 1933) es un militar retirado argentino, perteneciente a la Fuerza Aérea Argentina, que alcanzó la jerarquía de Brigadier General. Como tal, durante la presidencia de Carlos Menem, se desempeñó como Jefe del Estado Mayor Conjunto. Tras su retiro, el mismo Menem lo designó como embajador en Paraguay y posteriormente en Uruguay.

## Biografía
Nació en Córdoba, siendo hijo de Carlos Vicente y Laura Paz. En aquella ciudad ingresó a la Escuela de Aviación Militar, de donde egresó como Alférez. Participó de la Guerra de las Malvinas.
Fue jefe de la Casa Militar de la Casa Rosada y jefe del Estado Mayor Conjunto, entre septiembre y noviembre de 1992, durante la presidencia de Carlos Menem. Unos días después del atentado a la mutual AMIA, éste lo designó como Secretario de Seguridad Interior de la Nación, cargo que ocupó durante tres años. Su función principal había sido la de instrumentar recompensas para el esclarecimiento del hecho, aunque nunca se logró grandes avances, y su desempeñó le valió denuncias por mal desempeño al igual que a otros funcionarios menemistas.
Fue designado como Embajador argentino en Paraguay tras su retiro por Menem. Los medios argentinos señalaron que dicha designación se debía a la amistad de Antonietti con Lino Oviedo, militar y político paraguayo, y pendía en gran parte del triunfo de Oviedo en las elecciones presidenciales en 1997. Si bien la designación fue aprobada por el senado argentino, el presidente paraguayo Juan Carlos Wasmosy rechazó el plácet por aquella razón. Posteriormente, Oviedo se asiló en Argentina, siendo Menem presidente. El periódico Página 12 señala la asistencia de Antonietti a Oviedo en este período, como así también que los vínculos de Menem con Oviedo se habían dado por la intercesión de Antonietti.
Logró desempeñarse como embajador, pero esta vez en Uruguay, entre 1998 y 1999. Su designación venía decidida de antemano por el presidente Menem, ya que esperaba que eventualmente fallase su postulación en Paraguay.